# Larryleachia
Larryleachia es un género de planta suculenta de la familia de las apocináceas. Contiene diez especies. Es originario de África distribuyéndose por Namibia y Sudáfrica.

## Descripción
Es una planta grumosa, con tallos suculentos erectos que alcanza los 5-30 cm de altura, con o sin baja densidad de ramificación, es ortótropo; tiene látex incoloro; sus órganos subterráneos consisten en raíces fibrosas. Tiene los brotes suculentos, de color verde, verde luminoso o azul-verdoso, cilíndricos, de 5-30 cm de longitud y 20-60 mm de ancho, con ángulos redondeados, glabros. Las hojas son persistentes, reducidas a escamas, en espiral o verticiladas, sésiles (y hundidas), fuertemente ascendentes.
Las inflorescencias son extra axilares (por lo general cerca de la punta de los tallos), con 1-6 flores, dos abiertas de forma simultánea, simples, sésiles; con raquis persistente; pedicelos casi obsoletos, glabras; las brácteas caducas y triangulares. Las flores pueden ser fragantes o no, su olor es parecido al estiércol, no son nectaríferas. Su número de cromosomas es de: 2n= 22 (L. cactiformis (Hook.) Bruyns, L. picta (N.E.Br.) Bruyns).

## Taxonomía
El género fue descrito por Darrel C. H. Plowes y publicado en Dictionnaire des Sciences Naturelles [Second edition] 17: 5. 1996.

## Especies
| - Larryleachia cactiformis (Hook.) Plowes - Larryleachia dinteri (A.Berger) Plowes - Larryleachia felina (D.T.Cole) Plowes - Larryleachia marlothii (N.E.Br.) Plowes - Larryleachia meloformis (Marloth) Plowes - Larryleachia perlata (Dinter) Plowes - Larryleachia picta (N.E.Br.) Plowes - Larryleachia similis (N.E.Br.) Plowes - Larryleachia sociarum (A.C.White & B.Sloane) Plowes - Larryleachia tirasmontana (Plowes) Plowes |